# Knautia basaltica
Knautia basaltica är en tvåhjärtbladig växtart som beskrevs av Chassagne och Szabo. Knautia basaltica ingår i släktet åkerväddar, och familjen Dipsacaceae. Inga underarter finns listade i Catalogue of Life.